# Giuseppe Paladini
Giuseppe Paladini (Milà, primera meitat del XVIII) fou músic italià.
Fou mestre de capella en la seva ciutat natal, on tingué entre els seus deixebles al violinista Felice Giardini, i es dedicà especialment a la composició d'oratoris que foren executats en diverses esglésies milaneses, figurant entre ells Il santo Paolo in Roma, Il santo Sebastiano; ambdós constant de dues parts.